# Станіславське гето

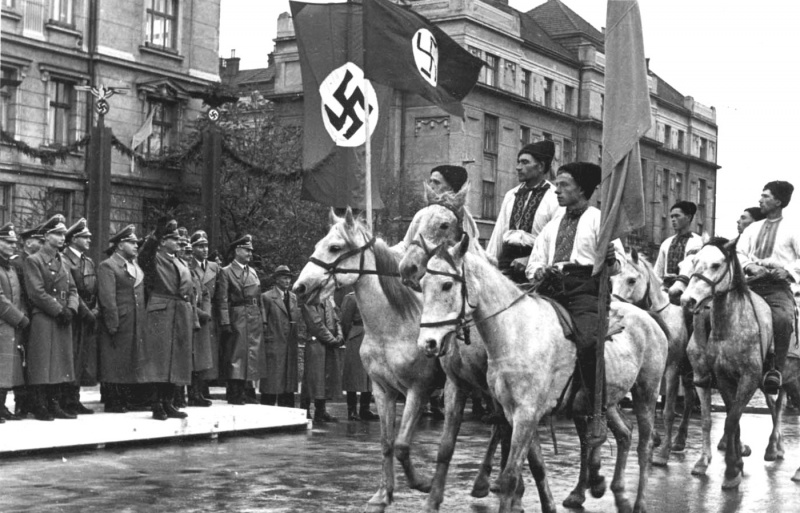
Німецьке взяття Станіслава 26 липня 1941 року під час операції «Барбаросса»

Станіславське гето, також Станіславівське гето (пол. getto w Stanisławowie, нім. Ghetto Stanislau) — єврейське гето на території України, створене 1941 року в Станіславі (до 1939 Станиславів, нині Івано-Франківськ) нацистським СС після захоплення міста німецькою армією в ході операції «Барбаросса». 

## Історія
За даними польського перепису 1931 року, у Станиславівському повіті з 198 400 жителів було 26 996 євреїв. Коли 2 липня 1941 р. у повіт на доручення нацистської Німеччини вступила угорська армія Горті, там налічувалося понад 50 тис. євреїв. 
У самому ж Станіславі, станом на 1939 р., проживало близько 26,5 тис. євреїв. Їх масові розстріли почалися з офіційним переходом міста у німецьку зону окупації, який стався 26 липня. Того самого дня загін гестапо розпорядився створити у місті юденрат. Його очолив Ізраель Зайбальд (Israel Seibald).
1 серпня 1941 року тодішній Станіслав опинився у новоствореному дистрикті Галичина — п'ятому дистрикті Генерального губернаторства. Владу у місті перебрав на себе гауптштурмфюрер СС Ганс Крюгер, який утворив тут відокремлений підрозділ обласного управління поліції безпеки і СД.[a] 12 жовтня 1941 року під час так званої «кривавої неділі» есесівці з Зіпо і Орпо за співучасті Української допоміжної поліції розстріляли близько 10 000–12 000 євреїв над поспішно викопаними масовими могилами на єврейському цвинтарі. Д-р Тененбаум із юденрату забажав загинути разом з іншими євреями. Розмах різанини був безпрецедентним. Для вцілілих 20 000 євреїв через два місяці було офіційно створено Станіславське гето, а 20 грудня 1941 року його було обнесено стінами. У лютому 1943 року гето було офіційно закрито з огляду на те, що в ньому більше не залишилося євреїв.